# Mims, Florida
Mims är en ort (CDP) i Brevard County, i delstaten Florida, USA. Enligt United States Census Bureau har orten en folkmängd på 7 058 invånare (2010) och en landarea på 44,1 km².